# Акбарисовский сельсовет
Акбарисовский сельсовет — муниципальное образование в Шаранском районе Башкортостана.
Согласно Закону о границах, статусе и административных центрах муниципальных образований в Республике Башкортостан имеет статус сельского поселения.

## География
Акбарисовский сельсовет граничит с Базгиевским, Шаранским, Тумбагушевским, Нуреевским сельсоветами Шаранского района и с Буздякским и Чекмагушевским районами Башкортостана.

## Население
| 2002  | 2009  | 2010  | 2012  | 2013  | 2014  | 2015  |
| ----- | ----- | ----- | ----- | ----- | ----- | ----- |
| 1291  | ↗1905 | ↘1659 | ↘1653 | ↘1627 | ↘1572 | ↘1528 |
| 2016  | 2017  | 2018  |       |       |       |       |
| ↘1478 | ↘1447 | ↗1457 |       |       |       |       |

## Административное деление
В состав сельсовета входят 10 населённых пунктов:
- с. Акбарисово,
- д. Биккулово,
- д. Биктышево,
- д. Мещерево,
- д. Новотавларово,
- д. Урсаево,
- д. Уялово,
- д. Чупаево,
- д. Шалтыкбашево,
- д. Янгаулово.

## История
В 2008 году произошло объединение Урсаевского и Акбарисовского сельсоветов с сохранением наименования «Акбарисовский», с включением села Чупаево, деревень Биккулово, Мещерево, Урсаево, Уялово Урсаевского сельсовета в состав Акбарисовского сельсовета (Закон Республики Башкортостан от 19.11.2008 N 49-з «Об изменениях в административно-территориальном устройстве Республики Башкортостан в связи с объединением отдельных сельсоветов и передачей населённых пунктов»).